# 聖ツィリル・メトデイ正教大聖堂

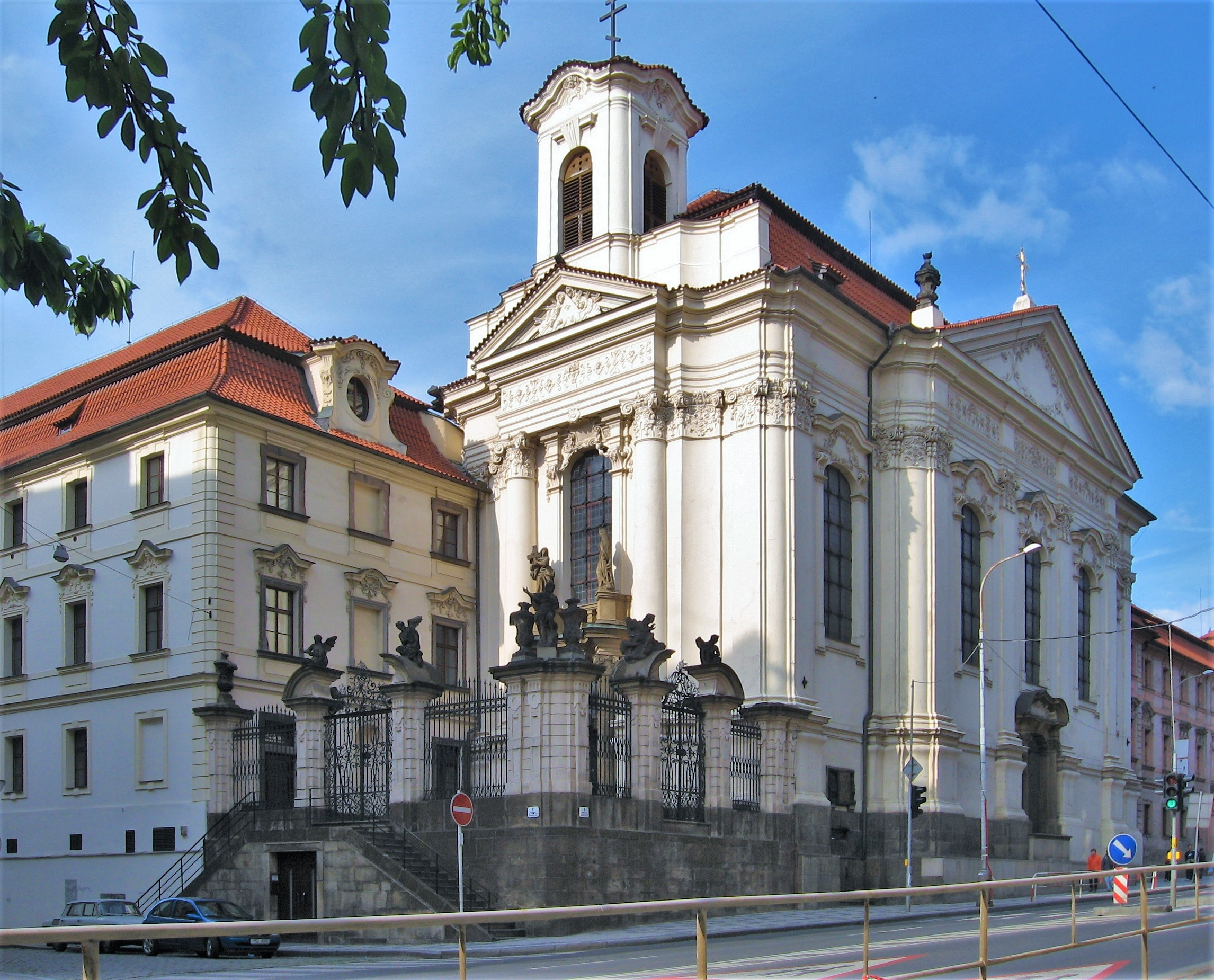
聖ツィリル・メトデイ正教大聖堂

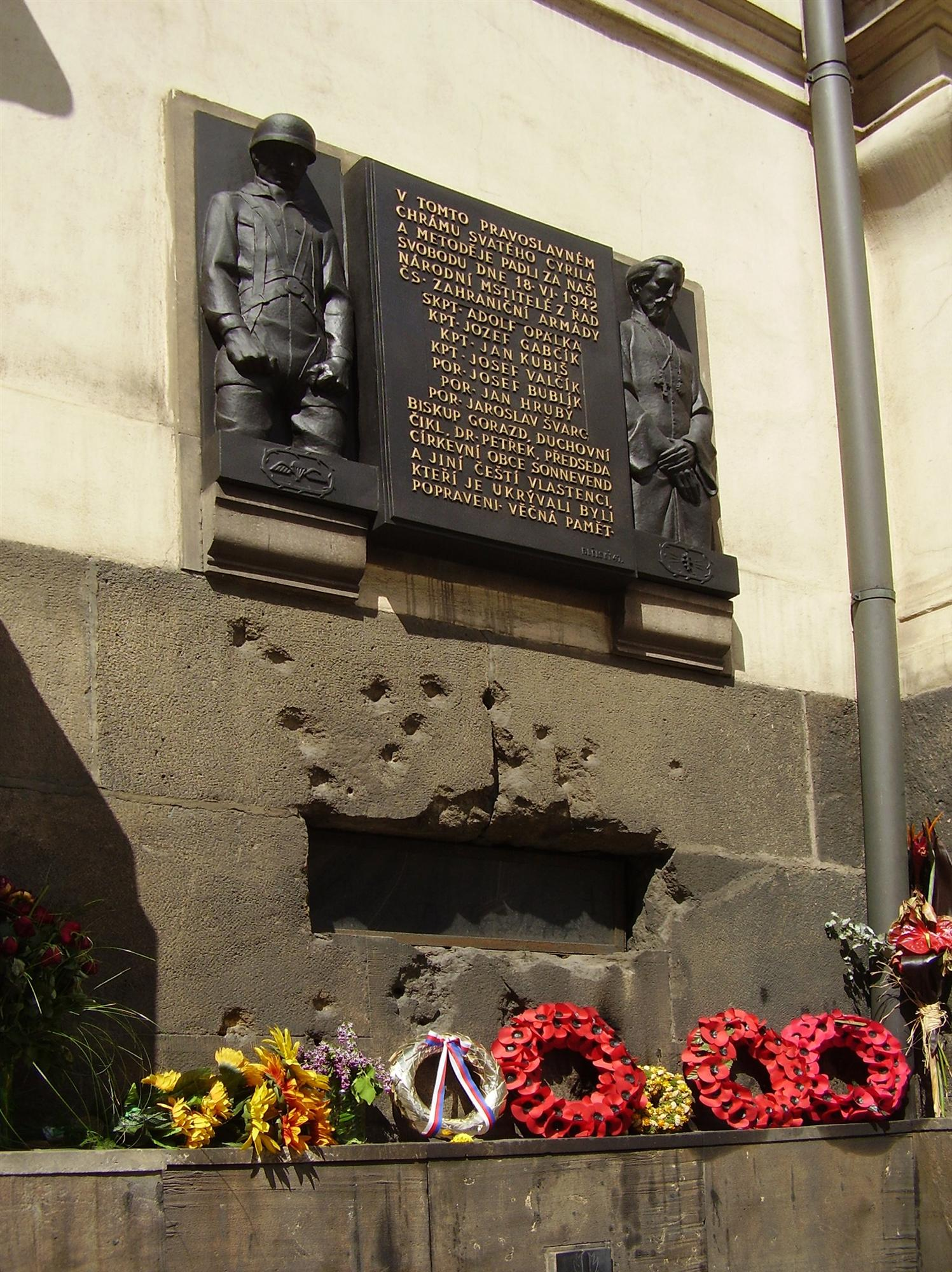
ラインハルト・ハイドリヒ暗殺の実行者達が立てこもった地下室の窓と、その上に設けられた実行者達を記念する銘板。窓の周りに銃撃の跡が残っている。

チェコ共和国のプラハにある聖ツィリル・メトデイ正教大聖堂（チェコ語: Pravoslavný chrám svatých Cyrila a Metoděje, チェコ語発音: [ˈpravoslavniː xraːm ˈsvatiːx ˈt͡sɪrɪla a ˈmɛtoɟɛje]）は、チェコ・スロバキア正教会の主要な教会。現存する聖堂は1730年から1736年にかけてキリアン・イグナツ・ディーンツェンホーファーによってSaint Charles Borromeo（17世紀のミラノ大主教・枢機卿）に捧げられたローマ・カトリック教会の聖堂が基になっている。聖ツィリル（キュリロス）と聖メトジェイ（メトディオス）を記憶している。
第二次世界大戦中の1942年に、大聖堂はナチスの親衛隊大将・警察大将でベーメン・メーレン保護領副総督を務めていたラインハルト・ハイドリヒの暗殺作戦（エンスラポイド作戦）を決行したチェコとスロヴァキアの特殊部隊員達が立て篭った最期の場所となった。6月18日に激しい銃撃戦の後、彼らは捕まる事を避けて自決した。現在、教会内にはチェコの国家的英雄とされる彼らのために設けられた博物館がある。ナチス側はハイドリヒの代理であったカール・フォン・フィッシャー＝トロイエンフェルト親衛隊中将が追撃隊の指揮を執る熱の入れようであった。

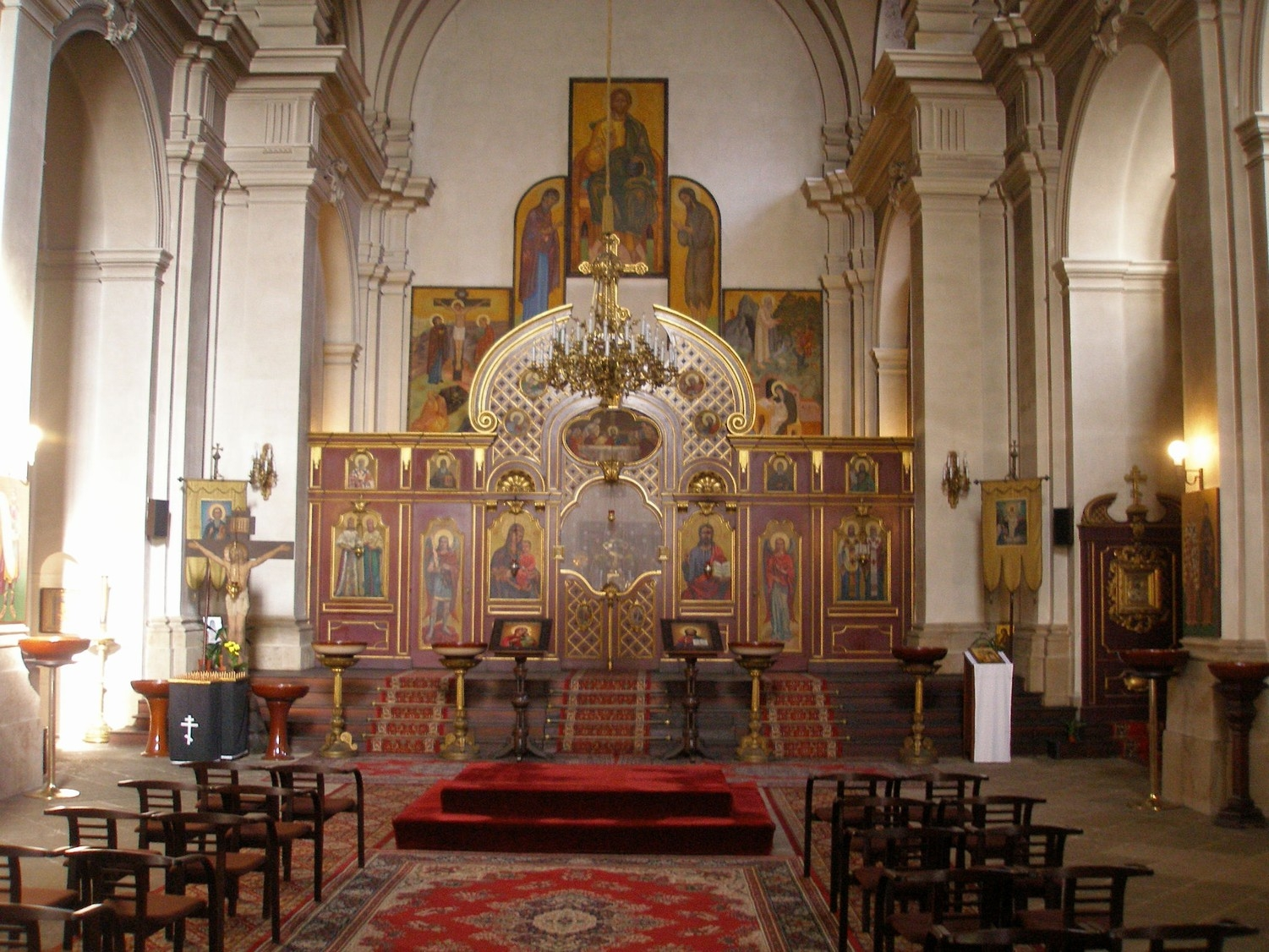
内観、イコノスタシス
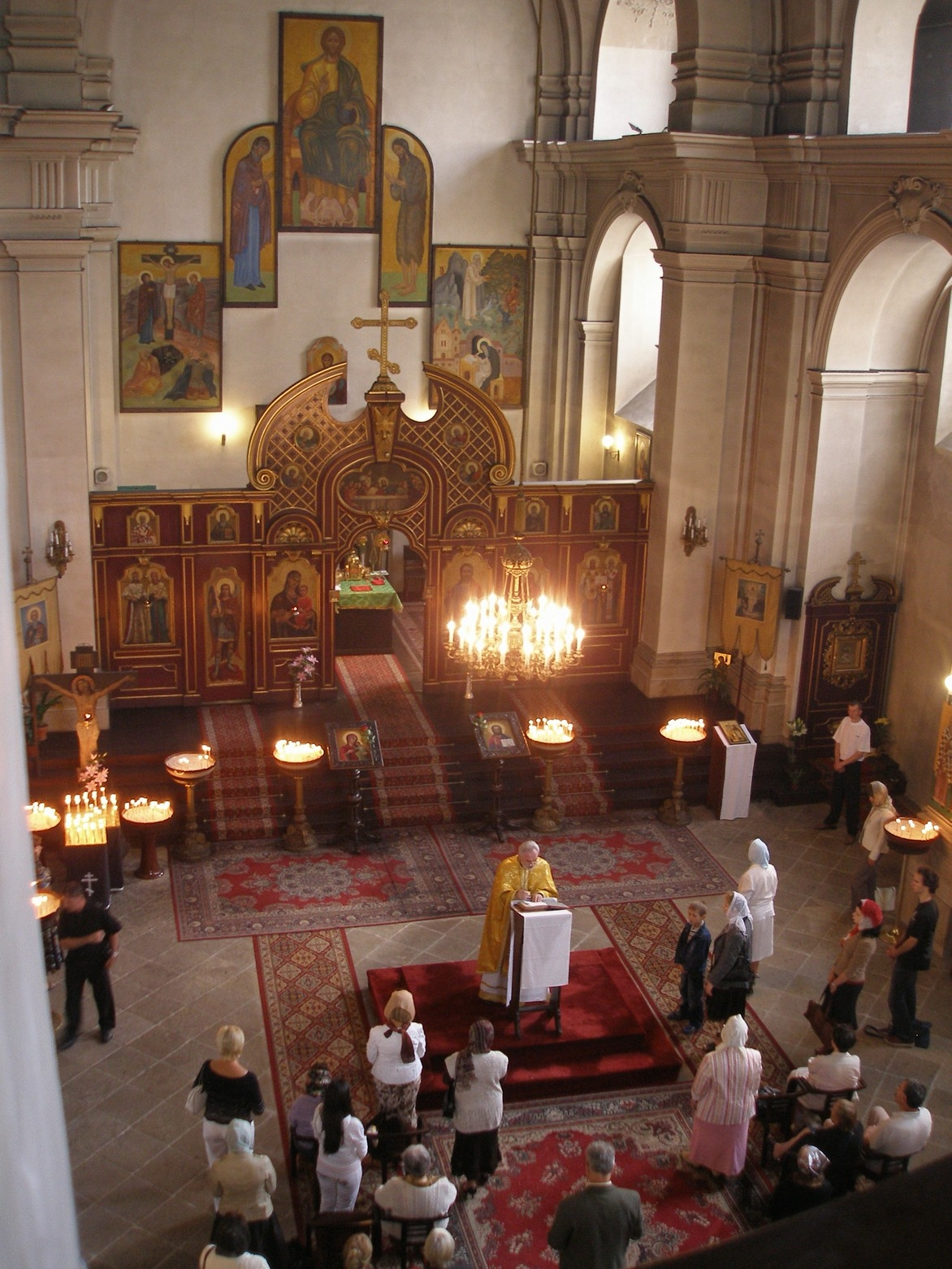
奉神礼時の光景
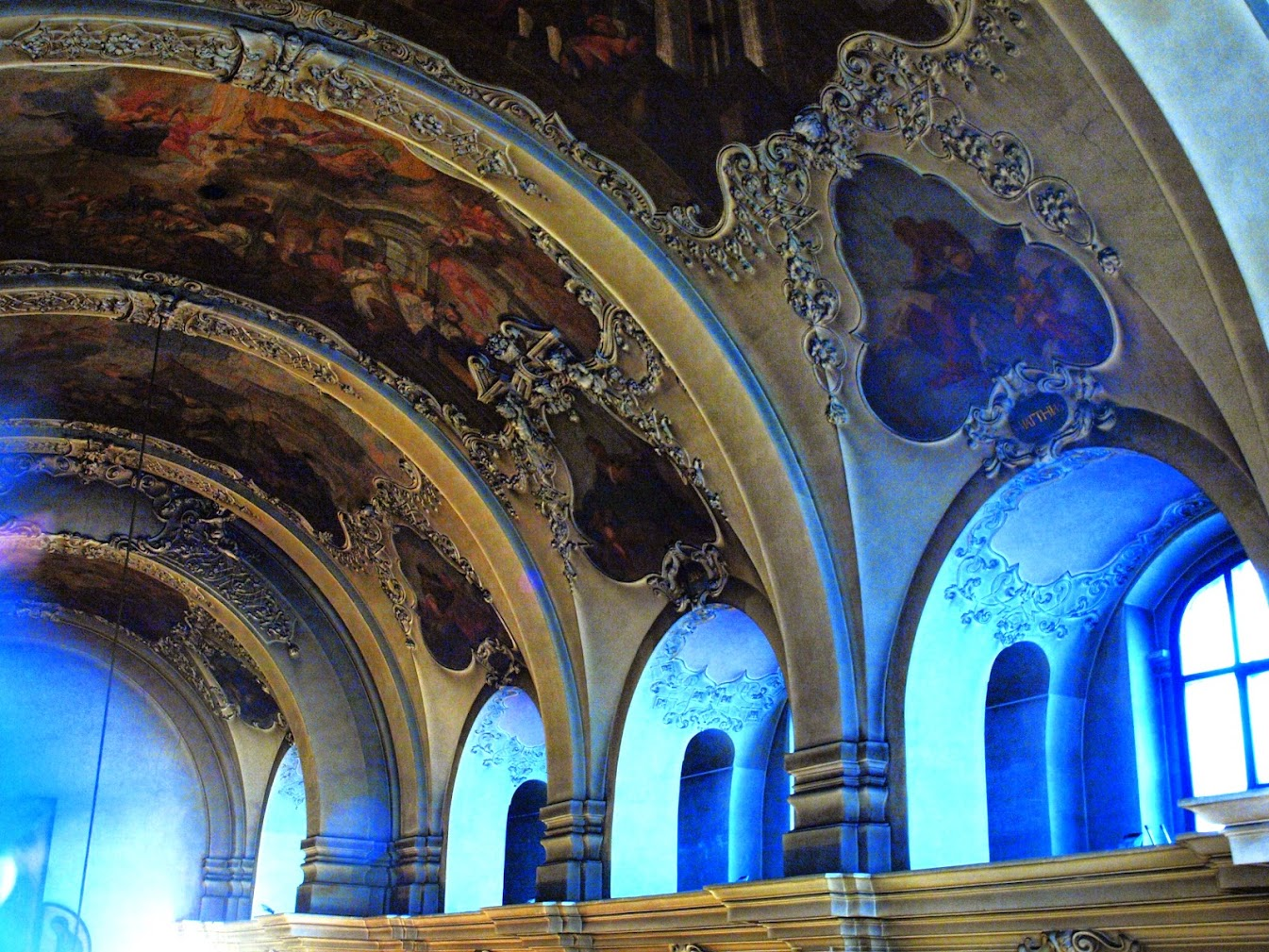
天井部